# لواء السلاجقة
لواء السلاجقة (بالتركية: Selçuklular Tugayı)‏ هي جماعة متمردة سورية تركمانية تشارك في الحرب الأهلية السورية، وسميت على اسم السلاجقة الأتراك.

## التاريخ
تأسس لواء السلاجقة في مطلع عام 2013 في ريف حلب الشمالي على يد العقيد طلال علي سلو وكان مؤقتًا جزءًا من لواء سليمان شاه.
وكان مقره في البداية في قرية الراعي التركمانية بشكل رئيسي، قبل استيلاء الدولة الإسلامية في العراق والشام عليها في يناير 2014. كما هو الحال مع ألوية تركمانية سورية أخرى، قامت تركيا بتزويد الجماعة وتسليحها، على الرغم من أن التوترات وقعت بينهما بعد السيطرة على الراعي بسبب تفضيل تركيا لواء السلطان محمد الفاتح في جرابلس، وإرسالها كمية محدودة من الأسلحة إلى لواء السلاجقة.
ثم انضم إلى جيش الثوار في أغسطس 2015 الذي انضم بعد ذلك إلى قوات سوريا الديمقراطية في أكتوبر 2015. وكان قائد الجماعة، طلال سلو، حاضرًا في إعلان تشكيل قسد؛ وعلاوة على ذلك، أعلن عن هجوم قسد على الهول.
خلافًا لسائر الجماعات المتمردة التركمانية، فإنه متحالف مع وحدات حماية الشعب الكردية. وأدان لواء السلاجقة في منبج التدخل العسكري التركي في سوريا في أواخر أغسطس 2016.
في 10 سبتمبر 2016، توفي أحد قادة اللواء، هاني الملا، من جراء إصابته بعيار ناري في الرأس في بلدة تل أبيض. وادعت الرقة تذبح بصمت أن وفاته كانت نتيجة للانتحار، على الرغم من أن مصادر أخرى خالفت ذلك وزعمت أن القتل هو اغتيال، إما من قبل جهاز الاستخبارات الوطنية أو مسلحي داعش. نتيجة لذلك، فرض حظر التجول في تل أبيض.